# Hiroiki Ariyoshi
Dans ce nom japonais, le nom de famille, Ariyoshi, précède le nom personnel.
Pour les articles homonymes, voir Ariyoshi.
Ariyoshi Hiroiki (有吉 弘行, Ariyoshi Hiroiki, né le 31 mai 1974) est un owarai tarento (comique) japonais et présentateur de télévision représenté par Ohta Production.

## Le duo comique Saruganseki
Né dans la préfecture de Hiroshima, à Aki au Japon, Ariyoshi a formé le duo comique (owarai) Saruganseki avec Kazunari Moriwaki en 1994. Leur duo est devenu connu avec l’émission Susume! Denpa Shônen quand ils avaient pour mission de faire du stop à travers toute l’Asie, épreuve qui a été télévisée pendant six mois. Leur popularité était telle qu’à leur retour, ils publièrent un livre sur leurs voyages qui deviendra un best-seller. Ils sortirent également un single, Shiroi kumo no yô ni, qui a atteint la troisième place au classement Oricon, l’album quant à lui atteindra la deuxième place. Ils ont même reçu la récompense meilleur artiste lors du Japan Record Awards en 1997. Ils gagnaient environ 2 000 000 de yens par mois (17 000 dollars en 1997), mais leur notoriété ne durera pas longtemps, et ils finiront par se séparer en 2004.

## Carrière en solo
Après que sa carrière prit un coup dur, les revenus de Ariyoshi devinrent presque inexistants. Malgré ça, il commença peu à peur à revenir à la télévision en solo, et se fit connaître pour son côté langue de vipère. 
Sa carrière débutera de nouveau en 2006 lorsque, dans des émissions telles que Ametalk (présentée alors par Ameagari Kesshitai), il devint connu pour donner des surnoms malicieux à des célébrités. 
En 2009, une recherche sur l'opinion publique a constaté qu'il était la personnalité qui avait réalisé le plus grand come back de l'année. 
En 2011, il a été le tarento le plus présent à la télévision en termes de nombres d'apparences.
Il présente plusieurs émissions TV, notamment Ariyoshi AKB Kyôwakukoku avec AKB48 et Matsuko & Ariyoshi Karisome Tenkoku avec Matsuko Deluxe.
En septembre 2019, Ariyoshi présentait régulièrement 11 émissions et apparaissait dans plusieurs autres en même temps.

## Vie privée
Son mariage avec la présentatrice TV Miku Natsume a été annoncé le 2 avril 2021. Elle présentait une émission avec Ariyoshi appelée Matsuko & Ariyoshi's Angry New Party.

## Filmographie

### Télévision
- 2011–2017 : Matsuko & Ariyoshi's Angry New Party
- 2017 : Matsuko & Ariyoshi Karisome Tengoku
- 2011 : London Hearts
- 2012 : Ariyoshi-Kun no Shōjiki Sanpo
- 2012 : Ariyoshi Japon
- 2013 : Ariyoshi Seminar
- 2013 : Ariyoshi Hanseikai
- 2014 : Sakurai-Ariyoshi The Yakai : coprésentateur avec Sakurai Sho de Arashi
- 2016 : Ariyoshi Base
- 2018 : Ariyoshiiieeeee! [3],[4]
- 2019 : Ariyoshi no Okane Hakken Totsugeki! Kaneo-Kun
- 2020 : Ariyoshi's Wall

### Cinéma
- 2007 : Bubble Fiction: Boom or Bust : caméo
- 2010 : Beck : caméo